# Wargames
Wargames, vanligen skrivet WarGames, är en amerikansk långfilm från 1983. Filmen nominerades till tre Oscars.
Filmen har ett budskap som varnar för faran med ett datoriserat samhälle men även ett viktigare budskap: att ingen kunde vinna kalla kriget.

## Handling

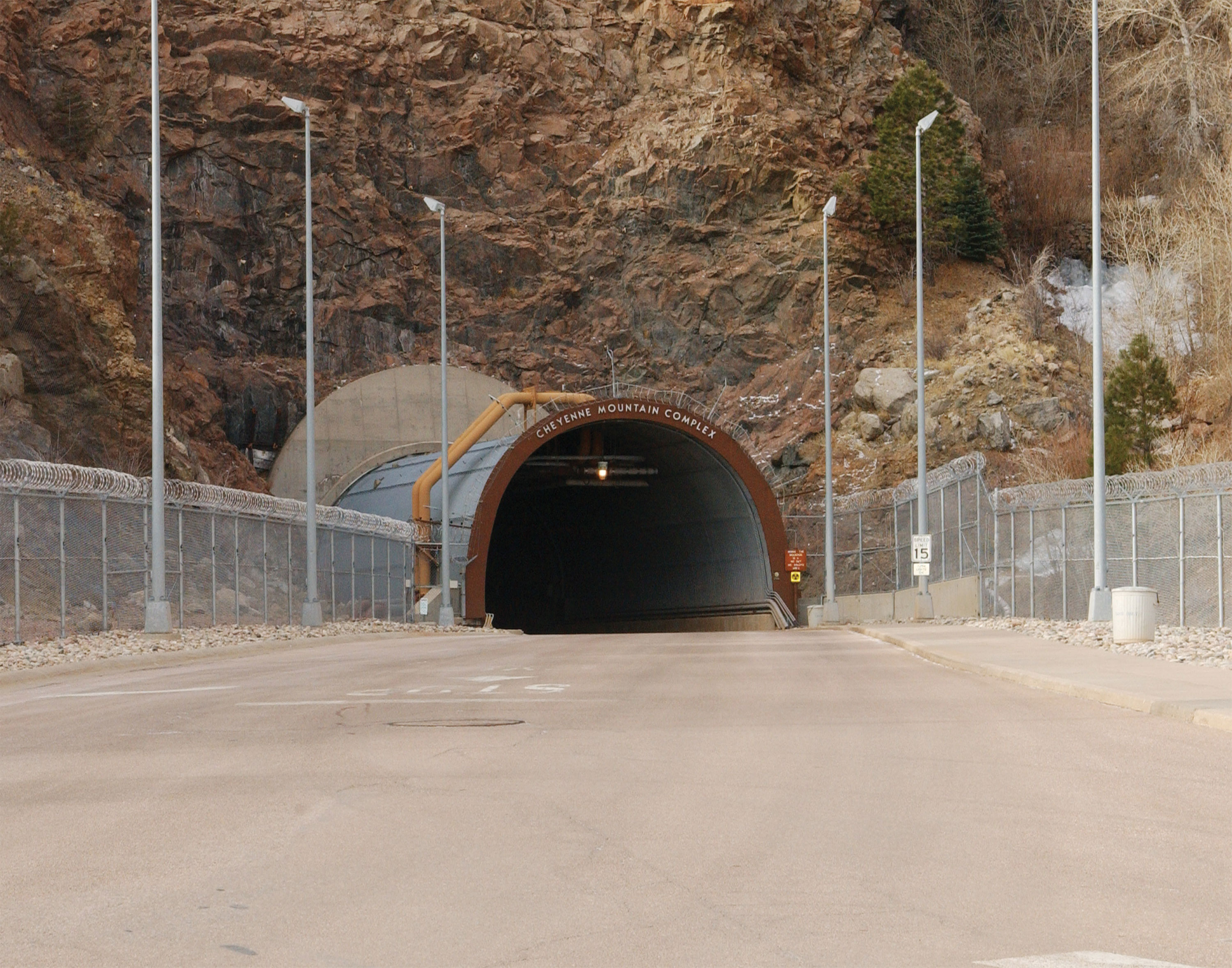
Det verkliga Cheyenne Mountain Complex, norra ingången

Filmen börjar med att personalen i en bunker på en amerikansk flygvapenbas får order att avfyra sina kärnvapenmissiler mot Sovjetunionen. Det hela visar sig vara ett test men en alltför stor del av personalen vägrar att avfyra missilerna. Avfyrningssystemet datoriseras av ett system som kallas WOPR, War Operation Plan Response.
I Seattle bor tonåringen David som hellre spelar datorspel eller hackar sig in i datasystem än bryr sig om att studera. Tillsammans med skolkamraten Jennifer låter han sin dator ringa upp slumpvis valda telefonnummer inom ett spelföretags riktnummerområde. Efter att han har hittat ett telefonnummer med sitt modem tar han sig in i vad han tror är datasystemet hos spelföretaget och sätter igång och spelar ett nytt spel, Global Thermonuclear War. Men ingen vet att de har kopplat in sig hos WOPR vid den amerikanska militärens bas North American Aerospace Defense Command (NORAD) i Cheyenne Mountain Complex utanför Colorado Springs och att man där tror att ett verkligt sovjetiskt anfall har startats.

## Filmens inflytande
Filmen har gett upphov till flera begrepp inom hacker-kulturen, bland annat wardialing och defcon. Wardialing är att låta en dator ringa upp flera telefonnummer, i hopp om att hitta ett telefonnummer med ett lyssnande modem. Detta har sedan utvecklas till portskanning och wardriving. Defcon är en årligen återkommande crackingkonferens. Datorspelet Defcon inspirerades av WarGames.

## Oscars
Filmen nominerades till tre Oscars.
- Bästa originalmanus - Lawrence Lasker och Walter F. Parkes.
- Bästa ljud – Michael J. Kohut, Carlos Delarios, Aaron Rochin och Willie D. Burton
- Bästa foto – William A. Fraker

## Rollista (urval)

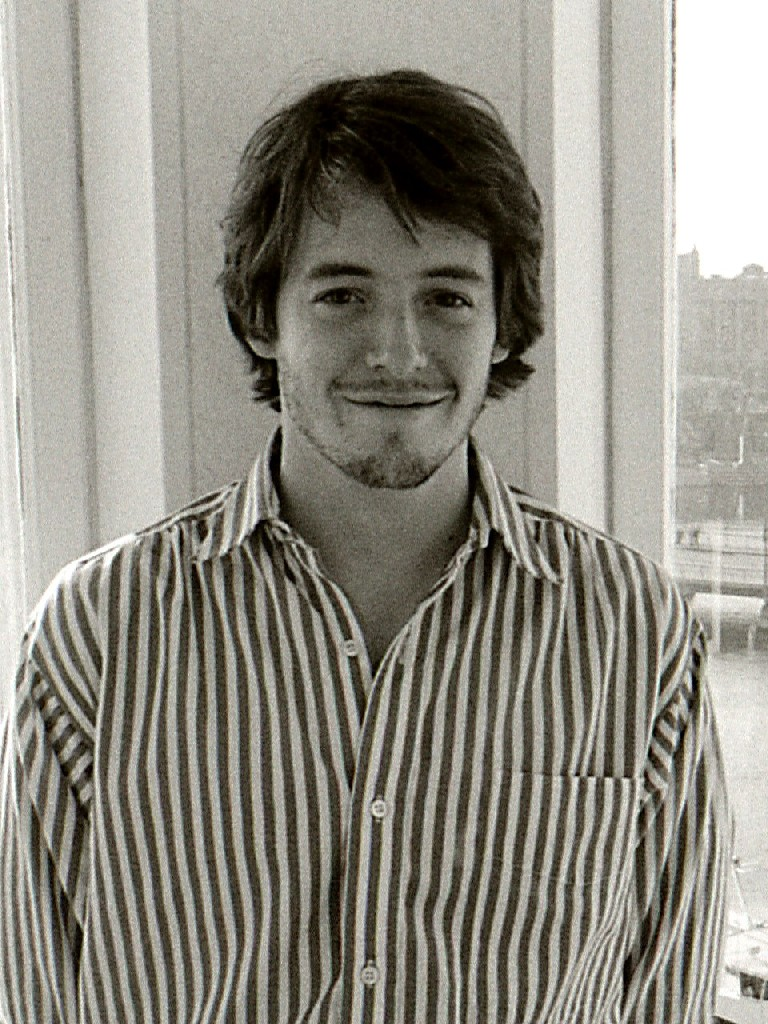
Matthew Broderick, huvudrollsinnehavaren

| Matthew Broderick | – David Lightman        |
| John Wood         | – Doktor Stephen Falken |
| Ally Sheedy       | – Jennifer Mack         |
| Barry Corbin      | – General Jack Beringer |

### Fotnoter
1. ↑  ”Wargames” (på engelska). Box Office Mojo. 3 juni 1983. http://www.boxofficemojo.com/movies/?id=wargames.htm. Läst 20 september 2016.